# Vasile Bărbulescu
Vasile Bărbulescu (* 14. September 1926 in Scornicești, Kreis Olt; † 1991 ebenda) war ein rumänischer Politiker der Rumänischen Kommunistischen Partei PMR (Partidul Muncitoresc Român) und ab 1965 PCR (Partidul Comunist Român), der unter anderem zwischen 1986 und 1989 Mitglied des Sekretariats des Zentralkomitees (ZK) der PCR war.

## Leben
Bărbulescu absolvierte nach dem Schulbesuch eine Berufsausbildung und war danach als Landwirtschaftsmechaniker sowie zwischen 1942 und 1949 als Arbeiter in der Mühle seiner Geburtsstadt tätig. 1949 engagierte er sich zunächst als Aktivist der Union der Arbeiterjugend UTM (Uniunea Tineretului Muncitor) in Potcoava sowie anschließend 1950 als Aktivist der UTM im Gebiet von Slatina sowie im Kreis Argeș.
Bărbulescu, der 1954 Mitglied der Partidul Muncitoresc Român (PMR) wurde, war zwischen 1954 und 1956 Arbeiter in der Landwirtschaftlichen Produktionsgenossenschaft CAP (Cooperativă Agricolă de Producție) in Scornicești und anschließend von 1956 bis 1960 Präsident des Exekutivkomitees des Kommunalen Volksrates von Scornicești sowie von 1960 bis 1975 Präsident der CAP von Scornicești. 1969 wurde er erstmals Mitglied der Großen Nationalversammlung (Marea Adunare Națională) und vertrat in dieser bis 1975 zunächst den Wahlkreis Scornicești Nr. 2. Auf dem Elften Parteitag der PCR vom 24. bis 27. November 1974 wurde Bărbulescu zum Kandidaten des ZK der PCR gewählt und gehörte diesem bis zum 23. November 1979 an.
Bărbulescu wurde auf dem Zwölften Parteitag der PCR vom 19. bis 23. November 1979 zum Mitglied des ZK der PCR gewählt, dem er bis zum 22. Dezember 1989 angehörte. Daneben absolvierte er ein Studium an der Fakultät für Wirtschaftswissenschaften der Akademie für Sozial- und Politikwissenschaften „Ștefan Gheorghiu“ und wurde 1980 Präsident des Gemeinsamen Rates der Staatlichen Landwirtschaftsindustrie und Kooperativen CUASC (Consiliul Unic Agroindustrial de Stat și Cooperatist).
Er war ferner vom 21. Mai bis November 1982 sowohl Mitglied des Obersten Rates für wirtschaftliche und soziale Entwicklung als auch stellvertretender Leiter der ZK-Abteilung für die Parteiarbeit in der Landwirtschaft. Daraufhin war er von November 1982 bis 1986 Erster Sekretär des Parteikomitees im Kreis Olt und Präsident des Exekutivkomitees des Volksrates im Kreis Olt. Ferner gehörte er zwischen dem 2. März 1983 und dem 29. Oktober 1987 dem Rat für Forstwirtschaft als Mitglied an. Im Oktober 1986 wurde Bărbulescu Mitglied des Sekretariats des ZK und gehörte diesem bis zur Rumänischen Revolution am 22. Dezember 1989 an.
1980 wurde er abermals Mitglied der Großen Nationalversammlung und vertrat bis 1985 wieder den Scornicești Nr. 2 sowie anschließend bis 1989 den Wahlkreis Drăgănești-Olt Nr. 4. Während seiner Parlamentszugehörigkeit war er vom 29. März 1989 und dem 29. März 1989 Mitglied des Ausschusses für Landwirtschaft, Forstwirtschaft und Wasserwirtschaft.
Für seine langjährigen Verdienste wurde Bărbulescu mehrfach ausgezeichnet und erhielt unter anderem 1972 den Titel Held der sozialistischen Arbeit (Erou al Muncii Socialiste) und 1984 den Orden 23. August Erster Klasse (Ordinul 23. August).